# Gerard Donck

Burgemeester Cornelis Damasz van der Gracht en zijn vrouw, Jopken Jacobs, in een landschap, Gerard Donck (figuren) en Frans de Hulst (landschap), ca. 1635

Gerard Donck was een Nederlands kunstschilder uit de periode van de Gouden Eeuw. Hij vervaardigde genrestukken en portretten.
Over het leven van de schilder is niets bekend. Uit de dateringen op zijn werken blijkt dat hij in elk geval actief was tussen 1627 en 1640, vermoedelijk in Amsterdam.